# Festival international du film culte
Le Festival international du film culte est une ancienne compétition cinématographique annuelle organisée à Trouville-sur-Mer en 2016 et 2017.

## Historique
Le festival est créé à l'initiative de Karl Zéro et Daisy d'Errata, sa première édition a lieu au casino de Trouville. Selon Karl Zéro, le festival revendique le caractère « éminemment subjectif ». du choix des films culte : « On aime ce qui est tranché, ce qui a du ton, ce qui donne à réfléchir, à rire, à avoir peur, à s'émouvoir. ». Parmi les nombreux festivals de cinéma, « curieusement personne n’avait pensé au « genre des genres » : le film culte. Quand un film n’est plus seulement juste un film mais devient une référence absolue. Qu’il crée autour de lui une chapelle d’admirateurs, de fans, qu’il traverse le temps, parlant à toutes les générations… » expliquent Karl Zéro et Daisy d'Errata.
Le festival se déroule dans une ambiance « potache » et même dans « un joyeux bazar », mais la deuxième édition est déjà un peu plus sérieuse, notamment par la composition du jury.
Le but du festival est de proposer une compétition composée de films inédits au « fort potentiel culte », des films atypiques, ambitieux ou décalés qui interpellent la critique et le public. Selon Anaïs Tellenne, programmatrice de la compétition en 2017, « Force est de constater que de nombreuses œuvres sélectionnées lors de la première édition ont été plébiscitées par la suite, tant par la critique que par le public ../.. Galvanisés par cette expérience, nous sommes donc repartis avec d’autant plus de curiosité et de joie à la recherche de ces films culte de demain ».
Le 6 octobre 2017, la mairie de Trouville vote une subvention de 58 403 €, qui s'ajoute à celle de 60 000 € déjà précédemment votée, pour boucler les dépenses du festival et met fin à l'aventure.
Le « film culte » est abandonné au profit du « film politique ».

## Édition 2016
La première édition du Festival, qui a lieu du 16 au 19 juin, couronne Willy 1er « film Culte 2016 »  et Apnée « meilleure réalisation culte 2016 ».
- Grand Prix : Willy 1er, de Ludovic Boukherma, Zoran Boukherma, Marielle Gautier et Hugo P. Thomas [9]
- Prix du jury : Apnée, de Jean-Christophe Meurisse[10]
- Nommé à la Mouette de platine - Grand prix du public du film culte Vintage : Le père Noël est une ordure, de Jean-Marie Poiré[11]

## Édition 2017
La seconde édition du festival se tient du 22 au 25 juin 2017. Le jury est présidé par Michel Legrand et Macha Méril et composé de Valérie Donzelli, Charlélie Couture, Yann Moix, ainsi que Ludovic Boukherma, Zoran Boukherma, Marielle Gautier et Hugo P. Thomas, qui sont les lauréats de la première édition du festival. Le grand prix, la Mouette d'or, est remporté par Jeannette, l'enfance de Jeanne d'Arc, de Bruno Dumont.